# Чоруш
Чоруш (алб. Çorrushi) — селище у муніципалітеті Кута, Малакастра, на південному заході Албанії.

## Видатні уродженці
- Мехмет Шеху
- Кастру Ісламі